# هشت طرح از درون کشتی
هشت طرح از درون کشتی (به ژاپنی: 船中八策)، هشت اصل از درون کشتی در سال ۱۸۶۷ میلادی ساکاموتو ریوما، یک برنامه هشت‌بندی را به پانزدهمین شوگون و آخرین حکمران شوگون‌سالاری توکوگاوا، توکوگاوا یوشینوبو ارائه داد و از او خواست تا استعفا دهد تا جنگ داخلی صورت نگیرد.
1. تایسی هوکان قدرت سیاسی کشور باید به خاندان سلطنتی برگردد و تمامی فرمان‌ها از آنجا صادر شود،
2. دو شورای قانونگذاری باید تشکیل شود و تصمیمات دولت باید بر مبنای نظر مجلس باشد.
3. نخبگان دارای توانایی در سیاست بکار گرفته شوند.
4. تصویب حقوق اساسی
5. تجدید نظر در مورد معاهده نابرابر
6. تقویت نیروی دریایی
7. ایجاد گوشینپی، سپاه مخصوص امپراتوری
8. استانداردسازی نقره، تناسب ارزش کالاها و پول در ژاپن با نرخ ارز در جهان

## رد واقعیت داشتن سندی به نام هشت طرح از درون کشتی
هیچ اشاره‌ای به حقایق مربوط به «هشت سیاست در کشتی» در خاطرات موتسو مونه‌میتسو و گوتو شوجیرو یا در دفتر خاطرات ناگائوکا کنکیچی در آن زمان نشده است. چینو نوشت: «داستانی که ساکاموتو ریوما پیشنهاد بازگرداندن حکومت امپراتوری به گوتو شوجیرو را داده بود، چندین بار نقل شده و به عنوان سندی که به عنوان «هشت سیاست در کشتی» شناخته می‌شود، به واقعیت پیوسته و به یک واقعیت تاریخی تبدیل شده است.» مبتکر آن ساکاموتو نائو (تاکاماتسو تارو) بوده است و آن را بر اساس «هشت سیاست برای یک دولت جدید» (که در آن زمان برای عموم آزاد نبود، اما نائو می‌توانست آن را نشان دهد و محتوای آن را توضیح دهد) بنا کرد. چینو گمانه‌زنی کرد که این تلاشی برای بازگرداندن پیشنهاد احیای حکومت امپراتوری است که توسط کایئنتای ابداع شده و توسط ریوما به گوتو شوجیرو ارائه شده بود.
آکیهیرو ماچیدا، محقق تاریخ باکوماتسو، در کتاب خود در سال ۲۰۱۹ نوشت که تحقیقات چینو ایده «هشت سیاست در کشتی» را «رد» می‌کند.

## ریوما و استدلال برای احیای حکومت امپراتوری
این واقعیت که «هشت سیاست روی کشتی» وجود نداشته است، لزوماً به این معنی نیست که ساکاموتو ریوما هیچ ارتباطی با پیشنهاد تایسی هوکان نداشته یا محتوای آن با نظریه خود ریوما بی‌ارتباط بوده است. فومیا چینو اظهار داشته است که «پیشنهاد تایسی هوکان» ایده اصلی ریوما نبوده است، بلکه ریوما بحث‌ها را دیده و شنیده بود و به احتمال زیاد آن را به گوتو پیشنهاد داده است. آکیهیرو ماچیدا اظهار داشته است که ریوما به احتمال زیاد در اتحاد ساتسوما-توسا و «اصول بزرگ» (مقررات مربوط به احیای حکومت امپراتوری و استعفای شوگون برای بازگشت به یکی از اربابان فئودال) که گوتو قبل از اتحاد با تأیید سایر مشاوران قبیله توسا به قلمرو ساتسوما ارائه داد، نقش داشته است و به ویژه «اصول بزرگ» احتمالاً ایده ریوما بوده است.